# ドラゴンクエスト ファンタジア・ビデオ
『ドラゴンクエスト ファンタジア・ビデオ』は、1988年12月21日に発売されたオリジナルビデオ作品である。スクウェア・エニックスのコンピュータRPG「ドラゴンクエストシリーズ」の世界観を実写映像で台詞の無いサイレントドラマとして表現した。

## 概要
すぎやまこういち指揮・アレフガルド交響楽団（東京都交響楽団選抜メンバー）による、『ドラゴンクエスト（第1作）』『ドラゴンクエストII 悪霊の神々』『ドラゴンクエストIII そして伝説へ…』（以下、『DQI』・『DQII』・『DQIII』と表記）の3作から選曲された楽曲のオーケストラ演奏の映像と、演奏をBGMとして原作ゲームをイメージした映像とが交互に流れるというミュージック・ビデオを意識した構成になっている。制作費は1億5000万円。
主人公は『DQIII』の勇者風だが、仲間2人は『DQII』のサマルトリアの王子およびムーンブルクの王女風。その3人が『DQI』の竜王を倒しに行くという具合に、設定が混ぜ合わされている。
当時ガイナックス社長の岡田斗司夫による企画プロデュース。特撮を駆使した竜王との戦いや、アニメ合成による悪魔神官やヒートギズモのシーンなど当時では最先端の技術を駆使している。そのうちアニメーション部分はガイナックスが担当。
登場する武器、防具、モンスター、各種小道具やミニチュアなどの造形物製作は、ゼネラルプロダクツが担当した。ゼネラルプロダクツの拠点が大阪にあった頃、エニックスの担当者に武田康広が「ドラゴンクエストシリーズ」の関連商品の開発の打診をした。エニックス側は「鳥山明先生のキャラクターはダメですよ」と返したが、武田は「キャラクターではなく、ゲームに登場する小道具やアイテムを作りたい」と提案した。エニックス側は「そんな事を言ってきた人は初めてだ。話を聞きたい」と面白く感じたという。
この内、「ロトのつるぎ」は硬質塩化ビニル製の実物大ガレージキットとして市販もされていた。
『ドラゴンクエストIV 導かれし者たち』のTVCMで使用された小道具の剣を作った延長で、本作の企画が立てられた。
撮影は一部のロケーションを除いて、ほとんどが調布市の日活撮影所にてセットを組んで行われた。
小道具の大きめな物は、調布の日活撮影所にて制作され、小物は吉祥寺の当時の武田のマンションで、他のメンバーと泊り込みで行われた。窓を開けた際に接着剤のシンナーの匂いで近隣から苦情が出て、武田はマンションを追い出されてしまった。
武田はプロデューサー・サードの助監督・特殊効果として参加。その時に武田に特殊効果装置の使い方を教え、物資の調達を尾上克郎がサポートした。
完成後は東京ベイNKホールにて、すぎやまの指揮によるフルオーケストラの生演奏のバックで披露された。

## キャスト
- 勇者：松島大樹
モデルは『DQIII』の主人公の勇者。
- 賢者：田村美保
モデルは『DQII』のサマルトリアの王子。演じている本人は女の子だが、作品内では「男の王子」として男装した姿で出演している。
- 魔法使い：石井紀子
モデルは『DQII』のムーンブルクの王女。
- 竜王：庵野秀明、大橋豊
実物大の竜王の頭を制作したのは、品田冬樹[1]。
口から吐く火炎は、ガソリンを燃料とする工業用火炎放射器によるもの。
- 武器屋：ポール・サザレスキー
- 王様：ローマン・シブリスキー
- 皇女：鶴田由夏理
- ヒミコ：安東栄理子

## スタッフ
- 製作：内池望博
- 企画：岡田斗司夫
- 監督：赤井孝美
- プロデューサー：真木太郎、豊田宏隆、武田康廣、井上博明
- エフェクトアニメーション演出：庵野秀明、貞本義行
- アニメーション原画：合田浩章、田中達之、増尾昭一、本田雄
- 特殊効果：尾上克郎、神尾悦郎、飯野甲也
- 特殊撮影アドバイザー：樋口真嗣
- CG製作：オムニバス・ジャパン
- 宣伝協力：神田善美、酒井克、重馬敬、新田真子
- 企画協力：ゼネラルプロダクツ
- 製作協力：ガイナックス
- 監修：エニックス
- 製作：東北新社